# Reiner Feistel
Reiner Feistel (* 1958 in Altenburg) ist ein deutscher Balletttänzer, Choreograf und Ballettdirektor.

## Leben
Feistel studierte von 1973 bis 1978 an der Fachschule für Tanz/Ballettschule der Oper Leipzig. 1978 erstes Engagement an der Staatsoper Dresden, ab 1984 trat er als Solist an der Semperoper Dresden auf. Er tanzte dort bis 1997 in Haupt- und Nebenrollen wie beispielsweise in Coppélia, Schwanensee, Günther Fischers Der Dompteur, Harald Wandtkes König Lear, The Moor`s Pavane von José Limón nach Shakespeares Othello, Romeo und Julia, La Fille mal gardée, aber auch zu Themen aus Wie es euch gefällt sowie Rot und Schwarz.
Er setzte sich mit bekannten Choreografen wie Harald Wandtke, Kurt Joos, Emöke Pöstenyi, Birgit Cullberg, Johannes Bönig, Stephan Thoss, Joseph Lazzini, John Neumeier oder auch Uwe Scholz auseinander. 1991 brachte er dann seine ersten Soloabende namens Spiel der Kräfte 1 und Spiel der Kräfte 2 auf die Bühne, 1996 erfolgte sein Debüt als Choreograf an der Semperoper mit der Matinee de la danse.
Zum August 1997 wurde er zum Ballettdirektor der Landesbühnen Sachsen berufen, wo er in jeder Spielzeit zwei Ballettpremieren im Stammhaus in Radebeul (einmal für die große Bühne und einmal für die Studiobühne, hier viele Uraufführungen) sowie eine Tänzerische Serenade für den Dresdner Zwinger herausbrachte. Pro Jahr ergaben sich damit für die Reisetheater-Compagnie etwa 100 Ballettabende und 40 bis 50 Opern- und Operettenabende an den Auftrittsorten Radebeul, Dresden, Rathen, Meißen, Freital, Großenhain und Hoyerswerda.
Feistels künstlerisches Wirken für Radebeul wurde im Jahr 2008 mit dem Kunstpreis der Großen Kreisstadt Radebeul gewürdigt.
Nach einer ausverkauften Abschiedsvorstellung am 7. Juli 2013 wechselte Feistel zur Saison 2013/14 ans Theater Chemnitz, begleitet von einigen seiner Tänzer.
Im Jahr 2017 wurde Reiner Feistels für das Ballett Chemnitz erarbeitete Produktion Gesichter der Großstadt mit dem Ursula-Cain-Preis – Der sächsische Tanzpreis ausgezeichnet.
Zur Spielzeit 2018/19 wurde Reiner Feistel Direktor des Tanztheaters am Theater Ulm. Mit dem Tanztheater Ulm hat er Gesichter der Großstadt wiederaufgenommen.